# Тучно
Тучно (пол. Tuczno, нім. Tütz) — місто в північно-західній Польщі, в районі Валецьких озер. 
На 31 березня 2014 року, в місті було 1 969 жителів. 

## Демографія
Демографічна структура станом на 31 березня 2011 року:
|          | Загалом | Допрацездатний вік | Працездатний вік | Постпрацездатний вік |
| -------- | ------- | ------------------ | ---------------- | -------------------- |
| Чоловіки | 955     | 179                | 680              | 96                   |
| Жінки    | 1019    | 171                | 592              | 256                  |
| Разом    | 1974    | 350                | 1272             | 352                  |